# Anna Peplowski
Anna Peplowski, född 25 september 2002, är en amerikansk simmare.

## Karriär
Vid OS 2024 tog Anna Peplowski silver i lagkappen 4×200 meter frisim.